# Campionato europeo di pallanuoto 1993 (femminile)
La Vª edizione del campionato europeo di pallanuoto femminile si è tenuta nell'ambito dei campionati europei di nuoto dal 31 luglio al 7 agosto 1993. Le gare non si sono svolte a Sheffield, come gli altri tornei del campionato, ma nella vicina Leeds.
La formula del torneo ha ricalcato quella del torneo maschile, con la differenza che per la classificazione non si sono disputati dei gironi ma delle finali secche.

La nazionale olandese è tornata al successo conquistando il suo quarto titolo europeo, dopo aver superato in finale l'esordiente Russia.

## Squadre partecipanti
GRUPPO A
- Francia
- Gran Bretagna
- Rep. Ceca
- Russia
- Svizzera
- Ungheria

GRUPPO B
- Germania
- Grecia
- Italia
- Paesi Bassi
- Slovacchia
- Spagna

## Fase preliminare

### Gruppo A
|    | Squadra       | Punti | G | V | N | P | GF | GS | DR  |
| -- | ------------- | ----- | - | - | - | - | -- | -- | --- |
| 1. | Russia        | 8     | 5 | 4 | 0 | 1 | 77 | 32 | +45 |
| 2. | Ungheria      | 8     | 5 | 4 | 0 | 1 | 74 | 33 | +41 |
| 3. | Francia       | 8     | 5 | 4 | 0 | 1 | 65 | 33 | +32 |
| 4. | Gran Bretagna | 4     | 5 | 2 | 0 | 3 | 41 | 36 | +5  |
| 5. | Svizzera      | 2     | 5 | 1 | 0 | 4 | 22 | 82 | -60 |
| 6. | Rep. Ceca     | 0     | 5 | 0 | 0 | 5 | 25 | 88 | -63 |

- 31 luglio

| Francia  | 21 – 4 | Rep. Ceca     |
| Russia   | 21 – 6 | Gran Bretagna |
| Ungheria | 20 – 3 | Svizzera      |

- 1º agosto

| Ungheria | 22 – 5  | Rep. Ceca     |
| Svizzera | 3 – 13  | Gran Bretagna |
| Francia  | 11 – 10 | Russia        |

- 2 agosto

| Russia   | 24 – 5 | Rep. Ceca     |
| Ungheria | 13 – 7 | Gran Bretagna |
| Francia  | 21 – 6 | Svizzera      |

- 3 agosto

| Russia   | 12 – 7 | Ungheria      |
| Francia  | 6 – 1  | Gran Bretagna |
| Svizzera | 7 – 5  | Rep. Ceca     |

- 4 agosto

| Russia    | 23 – 3 | Svizzera      |
| Rep. Ceca | 6 – 14 | Gran Bretagna |
| Ungheria  | 12 – 6 | Francia       |

### Gruppo B
|    | Squadra     | Punti | G | V | N | P | GF | GS  | DR  |
| -- | ----------- | ----- | - | - | - | - | -- | --- | --- |
| 1. | Paesi Bassi | 10    | 5 | 5 | 0 | 0 | 90 | 26  | +64 |
| 2. | Italia      | 8     | 5 | 4 | 0 | 1 | 50 | 31  | +19 |
| 3. | Germania    | 6     | 5 | 3 | 0 | 2 | 53 | 34  | +19 |
| 4. | Grecia      | 4     | 5 | 2 | 0 | 3 | 45 | 31  | +14 |
| 5. | Spagna      | 2     | 5 | 1 | 0 | 4 | 25 | 44  | -19 |
| 6. | Slovacchia  | 0     | 5 | 0 | 0 | 5 | 7  | 104 | -97 |

- 31 luglio

| Germania    | 6 – 5  | Grecia     |
| Italia      | 7 – 6  | Spagna     |
| Paesi Bassi | 24 – 1 | Slovacchia |

- 1º agosto

| Spagna      | 14 – 1 | Slovacchia |
| Paesi Bassi | 15 – 8 | Grecia     |
| Italia      | 7 – 6  | Germania   |

- 2 agosto

| Italia      | 23 – 2 | Slovacchia |
| Paesi Bassi | 20 – 8 | Germania   |
| Grecia      | 9 – 2  | Spagna     |

- 3 agosto

| Germania    | 24 – 1 | Slovacchia |
| Italia      | 6 – 4  | Grecia     |
| Paesi Bassi | 18 – 2 | Spagna     |

- 4 agosto

| Grecia      | 19 – 2 | Slovacchia |
| Paesi Bassi | 13 – 7 | Italia     |
| Germania    | 9 – 1  | Spagna     |

## Fase finale

### Semifinali
- 6 agosto

| Russia      | 8 – 6 | Italia   |
| Paesi Bassi | 9 – 8 | Ungheria |

### Finali
- 6 agosto — 11º posto

| Rep. Ceca | 10 – 7 | Slovacchia |

- 6 agosto — 9º posto

| Svizzera | 6 – 11 | Spagna |

- 6 agosto — 7º posto

| Gran Bretagna | 6 – 8 | Grecia |

- 6 agosto — 5º posto

| Francia | 7 – 4 | Germania |

- 7 agosto — Finale per il Bronzo

| Italia | 7 – 8 | Ungheria |

- 7 agosto — Finale per l'Oro

| Russia | 8 – 13 | Paesi Bassi |

## Classifica finale
| Campione d'Europa | Campione d'Europa | Campione d'Europa |
| --- | ----------------- | --- |
| Paesi Bassi van der Boon · Boering · Bast · van den Berg · Hiemstra · Kuipers · Leijendekker · Lindhout · Quint · Scherrenburg · Schram · Spijker · Verdam, CT: Kees van Hardeveld |                   | |
| Argento | Russia            | |
| Bronzo | Ungheria          | UngheriaDancsa · Eke · Kertész · Konrád · Nagy · Rafael · Rónaszéki · Stieber · Szalkai · Szép · Takács · G. Tóth · N. Tóth · Vincze, CT: Gyula Tóth. |
| 4, | Italia            | |
| 5. | Francia           | |
| 6. | Germania          | |
| 7. | Grecia            | |
| 8. | Regno Unito       | |
| 9. | Spagna            | |
| 10. | Svizzera          | |
| 11. | Rep. Ceca         | |
| 12. | Slovacchia        | |